# Apamea murrayi
Apamea murrayi är en fjärilsart som beskrevs av Gibson 1920. Apamea murrayi ingår i släktet Apamea och familjen nattflyn. Inga underarter finns listade i Catalogue of Life.